# بويان أفراموفيتش
بويان أفراموفيتش (بالألمانية: Bojan Avramović)‏ هو لاعب كرة قدم نمساوي وألماني في مركز الدفاع، ولد في 17 سبتمبر 1997 في أوبرستدورف في ألمانيا. لعب مع نادي رايندورف آلتاخ.

## وصلات خارجية
- بويان أفراموفيتش على موقع قاعدة بيانات كرة القدم.إي يو (الإنجليزية)
- بويان أفراموفيتش على موقع Soccerway.com (الإنجليزية)
- بويان أفراموفيتش على موقع عالم كرة القدم.نت (الإنجليزية)